# Martín Enríquez de Almansa
Martín Enríquez de Almansa (1510 circa – Lima, 13 marzo 1583) fu il quarto viceré della Nuova Spagna, dal 5 novembre 1568 al 3 ottobre 1580. In seguito fu anche viceré del Perù, dal 23 settembre 1581 al 1583.

## Viceré della Nuova Spagna
Essendo stato scelto dal Consiglio delle Indie come viceré, le sue prime azioni da viceré, a Veracruz, furono di cacciare i pirati inglesi dall'Isla de Sacrificios, base che utilizzavano per attaccare la costa e le navi spagnole. Giunto a Città del Messico si impegnò subito per sedare il tumulto lasciato dal precedente presidente dell'Audiencia, Alonso Muñoz. Enríquez de Almansa fece anche da mediatore tra i vescovi e gli ordini religiosi che operavano in Nuova Spagna. La contesa tra questi due gruppi religiosi risaliva al tempo del viceré Gastón de Peralta, quando un ordine reale decise che l'amministrazione delle parrocchie dovesse essere di responsabilità del clero secolare, di frati, suore e membri del clero regolare che si ritiravano in convento. Il clero regolare si rifiutò di obbedire alla disposizione, dando inizio al conflitto. I francescani minacciarono di abbandonare la città, ed infatti iniziarono una marcia verso Veracruz. Furono minacciati dagli indiani e gli fu ordinato dal viceré di tornare. Dopo aver ricevuto alcune concessioni, tornarono a Città del Messico.
Nel 1570 il viceré guidò personalmente una spedizione contro le tribù indiane che avevano devastato l'entroterra. Creò i presidi di Ojuelos e Portezuelos, sulla strada per Zacatecas. Fondò la città di Villa de San Felipe (Guanajuato) e molti altri villaggi, oltre a collegi e conventi. Nel 1573 iniziò la costruzione della cattedrale di Città del Messico.

## Istituzione dell'Inquisizione
Durante il governo di Enríquez de Almansa, fu formalmente creata in Nuova Spagna l'Inquisizione. Pedro Moya de Contreras, primo inquisitore della Nuova Spagna, giunse nel 1571. Formato da un gruppo di vescovi d'alto rango e guidato a volte dall'arcivescovo di Città del Messico, l'Inquisizione aveva istruzioni speciali per supervisionare e controllare le pratiche religiose degli spagnoli e dei residenti non indigeni del territorio, e di perseguire e sradicare le comunità ebree, marrane e protestanti.
Questa corte religiosa divenne subito attiva. Le prime vittime della colonia furono due inglesi ed un irlandese, arsi vivi a Città del Messico il 15 aprile 1574 per "eresie luterane". È stato stimato in 200 il totale delle persone processate nel 1574, anno in cui fu tenuto il primo autodafé. Molti di questi furono arsi vivi nelle piazze pubbliche o torturati a morte nelle prigioni sotterranee, nella periferia della capitale.

## Protettore degli indiani
Enríquez de Almansa fu un protettore degli indiani, e fornì assistenza medica aiutando coloro che erano in condizioni critiche. Creò ospedali in città per curare le vittime di una terribile epidemia (che si crede essere stata varicella) che uccise 3000 persone. Emanò regolamenti secondo i quali la protezione sociale degli indiani era garantita da patroni spagnoli, e veniva assicurato un salario equo per coloro che lavoravano come contadini.

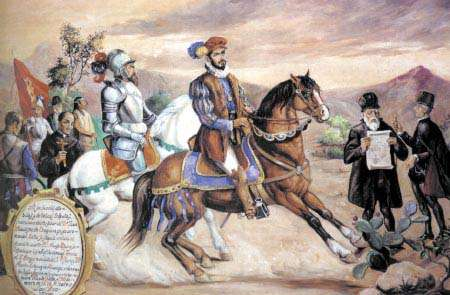
Martín Enríquez de Almansa

## Viceré del Perù
Re Filippo II di Spagna ricevette ottimi commenti riguardo a questo viceré, e fu messo al corrente dei miglioramenti avvenuti durante la sua amministrazione. In riconoscimento del lavoro svolto, fu nominato viceré del Perù, la colonia più ricca. Enríquez de Almansa partì da Acapulco nel 1580. Morì a Lima, Perù, nel 1583, mentre ancora era viceré. L'Audiencia governò la Nuova Spagna fino all'arrivo del nuovo viceré, Lorenzo Suárez de Mendoza.
A Lima le persone lo conoscevano come el Gotoso (il Gottoso) a causa della sua malattia. Non fu in grado di fare molto come viceré del Perù, e per questo motivo non viene considerato tra i più importanti ad aver ricoperto questo incarico.